# Пятницкий, Александр Иванович
Александр Иванович Пятницкий (1824—1901) — российский государственный деятель, сенатор, действительный тайный советник (1894).

## Биография
Родился 27 мая (8 июня) 1824 года. 
В службе с 26 августа 1847 года. С 1862 года коллежский советник, Витебский вице-губернатор. В 1866 году, 27 марта, был произведён в действительные статские советники, директор Департамента исполнительной полиции. С 1868 года товарищ обер-прокурора Уголовно-кассационного департамента, с 1870 года обер-прокурор I Отделения Третьего департамента Правительствующего сената.
В 1872 году, 9 марта, был произведён в тайные советники. С 1872 по 1901 годы назначался сенатором присутствующим и первоприсутствующим в Высшем дисциплинарном присутствии, в Первом, Втором, Пятом департаментах и в департаменте Герольдии Правительствующего сената. В 1894 году  произведён в действительные тайные советники.
Был награждён всеми российскими орденами вплоть до ордена Святого Александра Невского с бриллиантовыми знаками пожалованные ему 26 августа 1897 года.
Умер 7 (20) июня 1901 года. Был похоронен на Никольском кладбище Александро-Невской лавры.